# Château de Sherwana
Le château de Sherwana (ou Shirwanah) est situé à Kalar, dans la région du Kurdistan, au nord de l'Irak. Appelé aussi château Qal'at Širwana, sa construction remonte au XVIIIe siècle. Le château de Sherwana est la demeure ancestrale de la famille Jaff.

## Histoire
Le château a été construit par Mohamed Pacha Jaff, un roi kurde nommé par l'Empire ottoman au XIXe siècle. Dans les années 1850 la famille Jaff devient l'une des plus puissantes de la région. Adela Khanem, de la famille aristocratique Sahibqerane, mariée à Osman Pasha Jaff et récompensée par l'Empire britannique pour avoir offert l'exil à de nombreux soldats durant la Première Guerre mondiale habitait également dans le château.
Les caravanes nomades ont été autorisées à passer de Khanaqin et Qizil Rubat à Panjwin dans la région de Shahrizor au Kurdistan. Dans ces régions, Mohammed Pacha Jaff, de par son pouvoir, commença à réprimer tous ses adversaires depuis le Pro Baban Jaff dirigé par Aziz Beg Jaff, fils de Kai Khasrow Beg Jaff dans la tribu rivale d'Hemevand, anti-Ottomans et anti-tout. En 1866, il érigea une forteresse sur les rives du fleuve Shirwan pour se protéger contre tous ces ennemis.
Cette forteresse est aujourd'hui connue comme la forteresse de Shirwana. 
En 1868, ce château est nommé par le mameluk Vali Suliaman Pacha de Bagdad. Les rivaux de la tribu Jaff, les Hemevands, allaient dans le Caucase et se battaient pour les Russes contre les Ottomans. Les Russes les armaient et les envoyaient pour renverser le Shahrizor et créer l'anarchie.
Le fils d'Osman Pasha Jaff s'est vu attribuer la résidence de la forteresse, son père étant responsable des affaires de Gulanbar et de Halabja, Mohammed Ali Beg Jaff. Pendant la Première Guerre mondiale, les Jaffs et les Kurdes sont confrontés à un défi de grande importance puisque la majeure partie de la guerre se déroulait au sud entre les Ottomans et les Britanniques. Ils se livraient à une bataille à Kut. Les Britanniques ont finalement l'avantage sur d'autres fronts, notamment le front palestinien. Les Ottomans ont signé le Traité de Mudros en 1917. Les Britanniques ont alors occupé la Mésopotamie et l’Empire ottoman a cessé d’exister. Pendant l'occupation britannique, une grande partie de la population kurde se rebellait sous le cheikh Mustafa Barzani, dont le pouvoir était à Sulaimania en 1918, puis de 1922 à 1924, y compris dans des segments de la tribu Jaff. Les Britanniques finissent par détruire de nombreux palais et forteresses construits par les Kurdes. Le château de Sherwana constitue une exception car les Britanniques entretenaient de bonnes relations avec les Jaff.
En 1989, Saddam Hussein, effectuant une visite dans la région pour renforcer ses relations avec les Kurdes, a visité une grande partie des anciennes structures de la région. Il aurait dit : « J'étais très intéressé par l'histoire de l'Irak »[réf. nécessaire]. Le château de Sherwana serait l'un des monuments qu'il a visités, lui donnant une plus grande visibilité touristique. 
Le château de Sherwana est déclaré site historique sous le gouvernement de Saddam Hussein. Il est géré depuis par la famille Jaff.

## Château

### Extérieur
Le château de Sherwana est situé au nord-est de Kalar, au sommet d'une petite colline. Haut de deux étages il est composé d'un hall octogonal ainsi que d'un musée.
L'entrée du château, située sous une grande fenêtre cintrée entourée de deux autres fenêtres cintrées, est accessible par huit escaliers de neuf marches chacun. De chaque côté, il y a trois fenêtres cintrées longues et étroites, ainsi que trois autres fenêtres en hauteur. L'entrée arrière est similaire, avec quatre fenêtres étroites et longues de chaque côté et quatre petites fenêtres au sommet de la façade. Chacune des quatre tours comporte trois fenêtres ; la fenêtre supérieure n'a pas de vitre afin de pouvoir y placer des fusils en cas d'attaque. Le toit du château a quatre côtés. Il y a six fenêtres de chaque côté du toit et deux fenêtres aux quatre coins, qui font saillie dans un hexagone. Le toit de ce bâtiment a un aspect persan avec des finitions ondulées.

### Intérieur
L'intérieur est monochrome, de couleur blanche. Les chambres contiennent des compartiments avec de nombreuses arches pour placer des vases et des services à thé. Il y a trois salles, la deuxième contenant un espace de repos à côté des grandes fenêtres au-dessus des entrées, permettant ainsi de voir toute la ville de Kalar. La zone supérieure contient principalement des salles de stockage.